# Skarżysko-Kamienna
Skarżysko-Kamiennaⓘ (até 24 de abril de 1928 Kamienna) é um município no sudeste da Polônia. Pertence à voivodia de Santa Cruz, sede das autoridades do condado de Skarżysko. Está situada no planalto de Kielce, na confluência da região do sopé de Iłżecki, Garb Gielniowski e o planalto de Suchedniowski, no rio Kamienna.
Estende-se por uma área de 64,4 km², com 40 928 habitantes, segundo o censo de 31 de dezembro de 2024, com uma densidade populacional de 636 hab./km².
Na voivodia de Kielce, entre 1950 e 1975, Skarżysko-Kamienna era um condado urbano (desde 1954) ao lado de Kielce, Radom, Ostrowiec Świętokrzyski e Starachowice.
Skarżysko-Kamienna tem sido tradicionalmente um importante centro industrial e um polo de transporte — rodoviário e ferroviário. Em 31 de dezembro de 2017, a cidade tinha uma população de 45 953 habitantes. Em 2014, era a segunda cidade de condado mais endividada da Polônia, e, em 2017, estava fora dos dez primeiros dessa classificação. Desde 2015, a cidade tem um conselho municipal de jovens e um orçamento participativo.

## Toponímia
Até 24 de abril de 1928, a cidade se chamava Kamienna; ela é habitual e coloquialmente chamada pela primeira parte de seu nome, Skarżysko.

## Localização

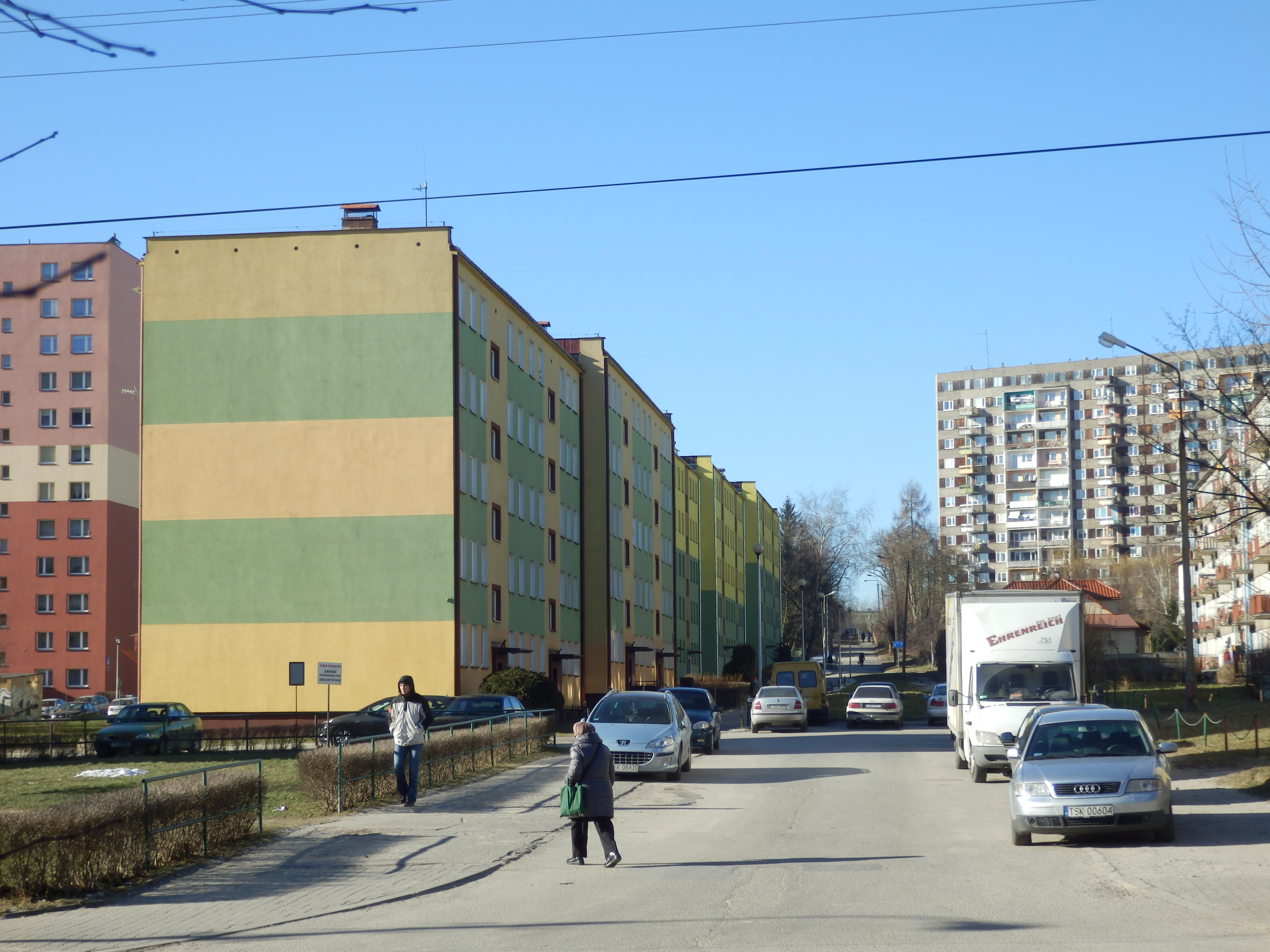
Um dos conjuntos habitacionais de Skarżysko

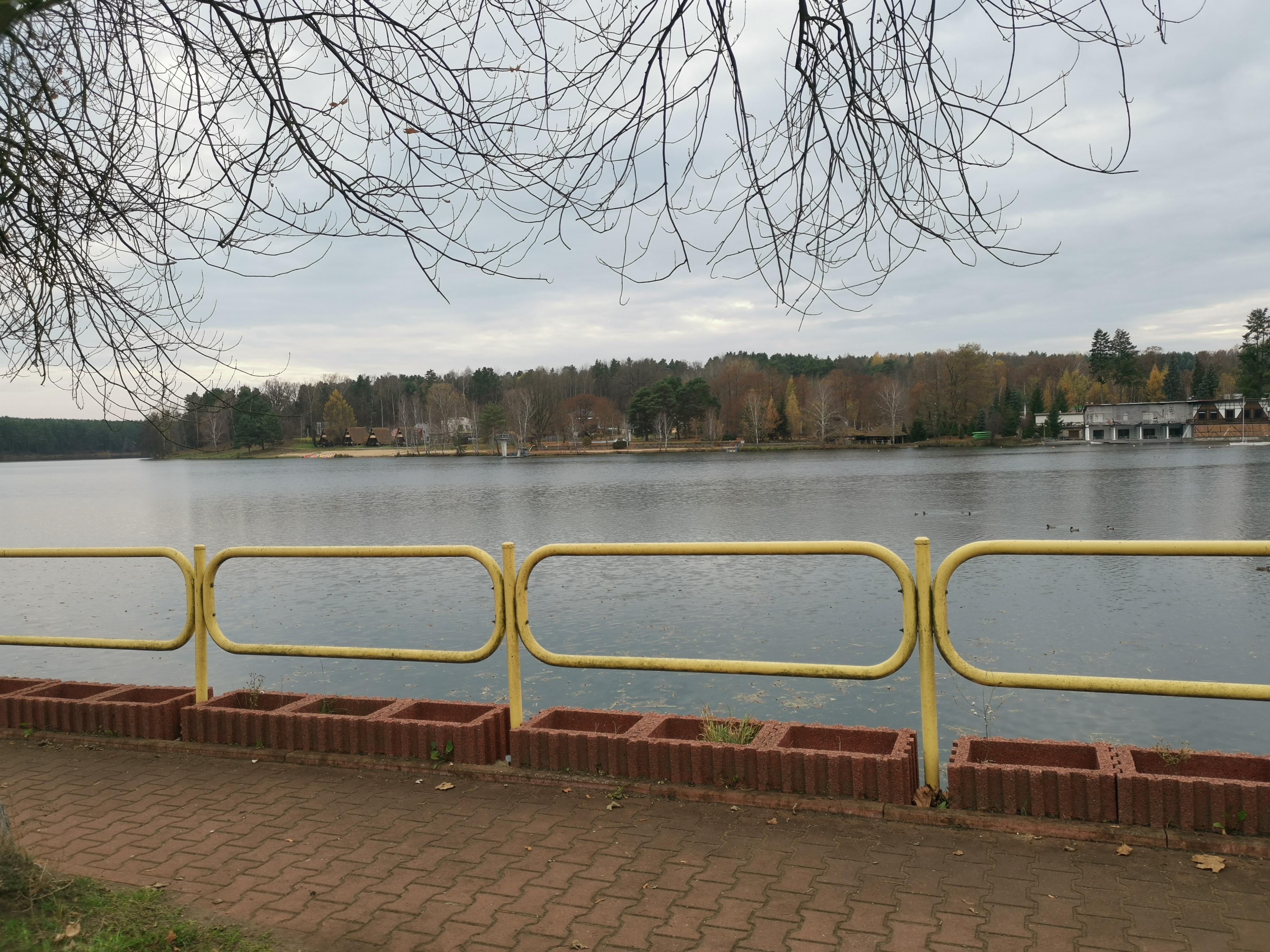
Reservatório de retenção de Rejów

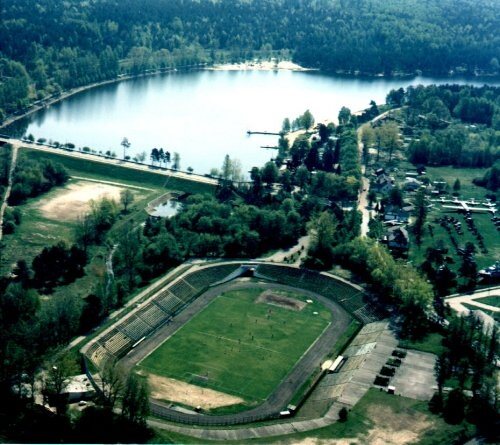
Reservatório de retenção Rejów no rio Kamionka e o estádio

A cidade está localizada às margens do rio Kamienna e de seus afluentes Kamionka, Bernatka e Oleśnica, na fronteira do planalto de Suchedniów e do Garb Gielniowski, e no extremo norte das montanhas Świętokrzyskie. Faz fronteira diretamente com a voivodia da Mazóvia; é um dos maiores centros urbanos da voivodia.
Skarżysko-Kamienna está localizada na histórica Pequena Polônia, na antiga Terra de Sandomierz; sua parte da margem esquerda, ao norte do rio Kamienna, também faz parte da Terra de Radom.
Em 31 de dezembro de 2023, a área da cidade era de 64,4 km².

## História
Uma forja catalã e uma mina de minério de ferro funcionaram aqui no século XV.
Em 1884, uma ferrovia passou pelo vilarejo, e logo surgiram ramificações, resultando em um entroncamento ferroviário. Pouco tempo depois, a Fundição de Ferro e a Fábrica de Esmalte “Kamienna” foram fundadas perto do entroncamento. Em 1920, havia vinte fábricas na comuna, incluindo seis fábricas de metalurgia, empregando mais de mil trabalhadores e cerca de mil trabalhadores na estação e nas oficinas de reparo de material rodante. A vila recebeu direitos municipais em 1 de janeiro de 1923. Em 1924, a Fábrica de Munição do Estado foi inaugurada após dois anos de construção.
Em 8 de setembro de 1939, a cidade foi ocupada pelo exército alemão e a fábrica foi assumida pela empresa privada de armas “Hasag”. Durante a ocupação alemã, de 1942 a 1944, três campos de concentração nazistas: Werk A, Werk B e Werk C, existiam perto da fábrica de munição em Skarżysko, onde prisioneiros judeus realizavam trabalho escravo. Os mortos e assassinados eram queimados em um crematório improvisado no campo de tiro da fábrica. Durante a guerra, um total de cerca de 35 mil pessoas morreram no local. No final de julho e início de agosto de 1944, toda a fábrica foi evacuada. Um grupo de várias dúzias de refugiados judeus (incluindo mulheres) de um campo de trabalho próximo à fábrica foi assassinado em 17 de agosto de 1944 na Floresta Siekierzyński, perto de Suchedniów, por soldados de uma unidade do Exército da Pátria.
Em 16 de janeiro de 1945, as tropas do 3.º Exército de Guardas, do 6.º Exército e do 3.º Exército Panzer de Guardas da Primeira Frente Ucraniana entraram na cidade.
Em 1957, foi inaugurada uma fábrica de calçados. Na década de 1970, foi instalada uma empresa de construção de casas pré-fabricadas de concreto armado.

## Natureza

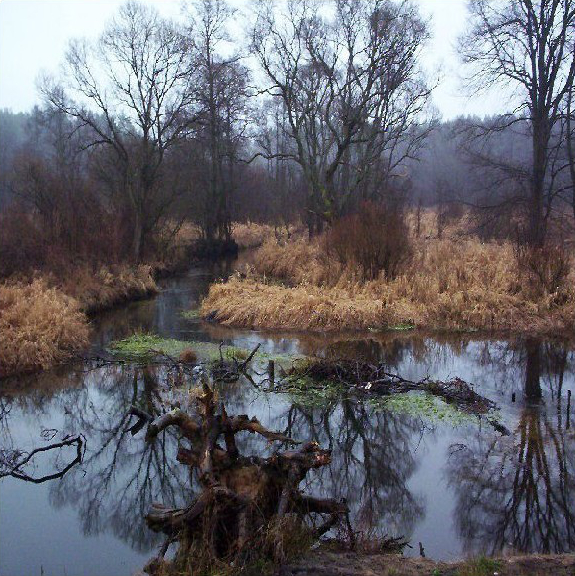
Rio Kamienna na periferia sudoeste da cidade

Skarżysko-Kamienna está situada em uma bacia cercada por colinas arborizadas, cortada ainda mais pelo vale do rio Kamienna e seus afluentes. O subsolo consiste principalmente em solos arenosos e franco-arenosos, com misturas de migalhas de rocha; no vale do rio Kamienna há sedimentos fluviais mais férteis com depósitos de solos de turfa. Grande parte da corrente do rio que atravessa a área da cidade não é regular, formando meandros intrincados que marcam a complicada fronteira da parte sudeste de Skarżysko. Na periferia sudoeste da cidade, há prados ao longo do rio, sendo sua planície de inundação natural, ficando debaixo d'água após o degelo da primavera e as chuvas prolongadas na primavera e no verão.

### Florestas
A cidade é cercada por extensos complexos florestais, uma grande parte dos quais compreende áreas de paisagem protegida e parques paisagísticos (incluindo o Parque Paisagístico Suchedniowsko-Oblęgorski e o Parque Paisagístico Sieradowicki). As espécies florestais dominantes na Inspetoria Florestal de Skarżysko-Kamienna são o pinheiro (aproximadamente 70% da área) e o abeto (aproximadamente 20%). Outras espécies comuns incluem a bétula, o amieiro, o carvalho, o abeto, o larício, a faia e o carpino. A área florestal nos limites administrativos da cidade é de 2571 ha (2005).
A Inspetoria Florestal de Skarżysko administra terras do Tesouro Estatal com uma área total de 15802,86 ha.

### Clima
O clima é bastante variado, com um caráter de transição, desde o oceânico da Europa Ocidental até o continental da Europa Oriental. A variabilidade desse clima é perceptível principalmente no final do outono e no pré-inverno. A temperatura média anual é de 7,8 °C. A estação de crescimento agrícola tem duração média de, 205 dias, com uma temperatura média de 12,9 °C. A precipitação anual média é de 633 mm.

## Demografia
Conforme os dados do Escritório Central de Estatística da Polônia (GUS) de 31 de dezembro de 2024, Skarżysko-Kamienna é uma cidade pequena com uma população de 40 928 habitantes (4.º lugar na voivodia de Santa Cruz e 104.º na Polônia), tem uma área de 64,4 km² (2.º lugar na voivodia de Santa Cruz e 71.º lugar na Polônia) e uma densidade populacional de 636 hab./km² (11.º lugar na voivodia de Santa Cruz e 502.º lugar na Polônia). Nos anos 2002–2024, o número de habitantes diminuiu 18,7%.
Os habitantes de Skarżysko-Kamienna constituem cerca de 60,50% da população do condado de Skarżysko, constituindo 3,52% da população da voivodia de Santa Cruz.
| Descrição                         | Total      | Total    | Mulheres   | Mulheres | Homens     | Homens   |
| --------------------------------- | ---------- | -------- | ---------- | -------- | ---------- | -------- |
| unidade                           | habitantes | %        | habitantes | %        | habitantes | %        |
| população                         | 40 928     | 100      | 21 659     | 52,9     | 19 269     | 47,1     |
| área                              | 64,4 km²   | 64,4 km² | 64,4 km²   | 64,4 km² | 64,4 km²   | 64,4 km² |
| densidade populacional (hab./km²) | 636        | 636      | 336,4      | 336,4    | 299,6      | 299,6    |

## Divisão administrativa
Distritos e conjuntos habitacionais:
- Borki
- Bór
- Bzinek
- Dolna Kamienna I
- Dolna Kamienna II
- Conjunto habitacional Kolejowe
- Kolonia Górna – Młodzawy
- Skarżysko Książęce
- Łyżwy
- Metalowiec
- Milica-Przylesie
- Conjunto habitacional Odrodzenia
- Conjunto habitacional Paryska
- Conjunto habitacional Piłsudskiego
- Conjunto habitacional Place
- Pogorzałe
- Przydworcowe
- Rejów
- Skałka
- Usłów
- Zachodnie
- Conjunto habitacional Żeromskiego

## Economia
Mesko
A maior empresa que continua com as tradições da empresa fundada em 1922 e em operação desde 25 de agosto de 1924, inicialmente como Fábrica Estatal de Munições, depois como Metalúrgicas Mesko. Durante o período comunista, a empresa pertencia ao sindicato Predom e também estava envolvida, entre outros, na produção de eletrodomésticos (lâminas de barbear, espremedores de frutas) e máquinas de calcular.
Por um certo período, as fábricas pertenceram ao grupo Bumar e existiam como Munição Bumar, que incluía a Dezamet, a FPS, a Z. Ch. Nitrochem, a BZE Belma e a Kraśnik. Posteriormente, o nome “Mesko” foi revertido.
A Mesko faz parte da empresa nacional Holding de Defesa Polonesa (antiga Bumar).
Grupo Polonês de Energia
Grupo Polonês de Energia, anteriormente Usinas Energéticas do Distrito de Radomsko-Kielce (ZEORK).
Zona Econômica Skarżyska
A Zona Econômica Skarżyska foi fundada em 28 de fevereiro de 2003, criada pela Resolução n.º 3/26/2002 do Conselho Municipal; ela é proprietária de imóveis localizados no distrito de “Zachodnie”, incluindo áreas pós-industriais das Metalúrgicas “MESKO SA”.
Incubadora Tecnológica de Skarżysko
A incubadora foi instalada nas instalações da antiga Z3 ZM Mesko, na rua Asfaltowa. O novo prédio da incubadora consiste em dois pavilhões de produção e depósito e uma área social e de escritórios com uma área útil total de 3 500 m². A criação da Incubadora Tecnológica de Skarżysko faz parte da Medida 1.4 “Apoio ao investimento para instituições do ambiente de negócios”, Eixo 1 “Desenvolvimento do empreendedorismo” do Programa Operacional Regional para a região da voivodia de Santa Cruz para 2007-2013.
Áreas da Zona Econômica Especial de Starachowice
Em Skarżysko-Kamienna, há áreas pertencentes à Zona Econômica Especial de Starachowice, que cobrem uma área de 9,7 hectares e estão desenvolvidas em quase 79%. [24].

## Transportes

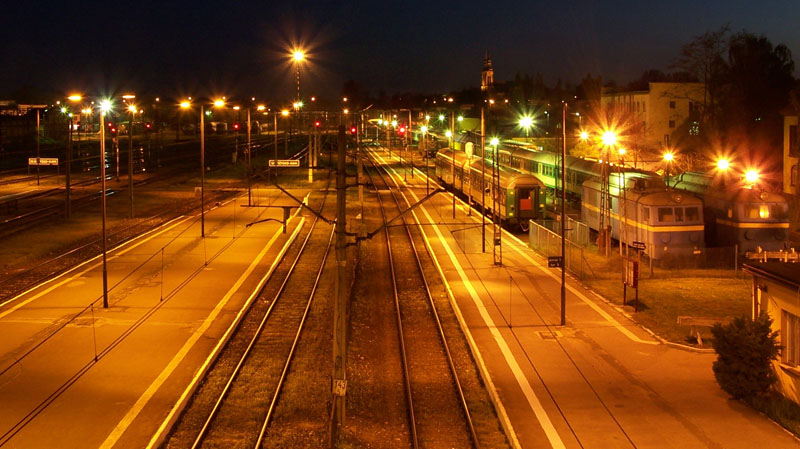
Estação ferroviária à noite

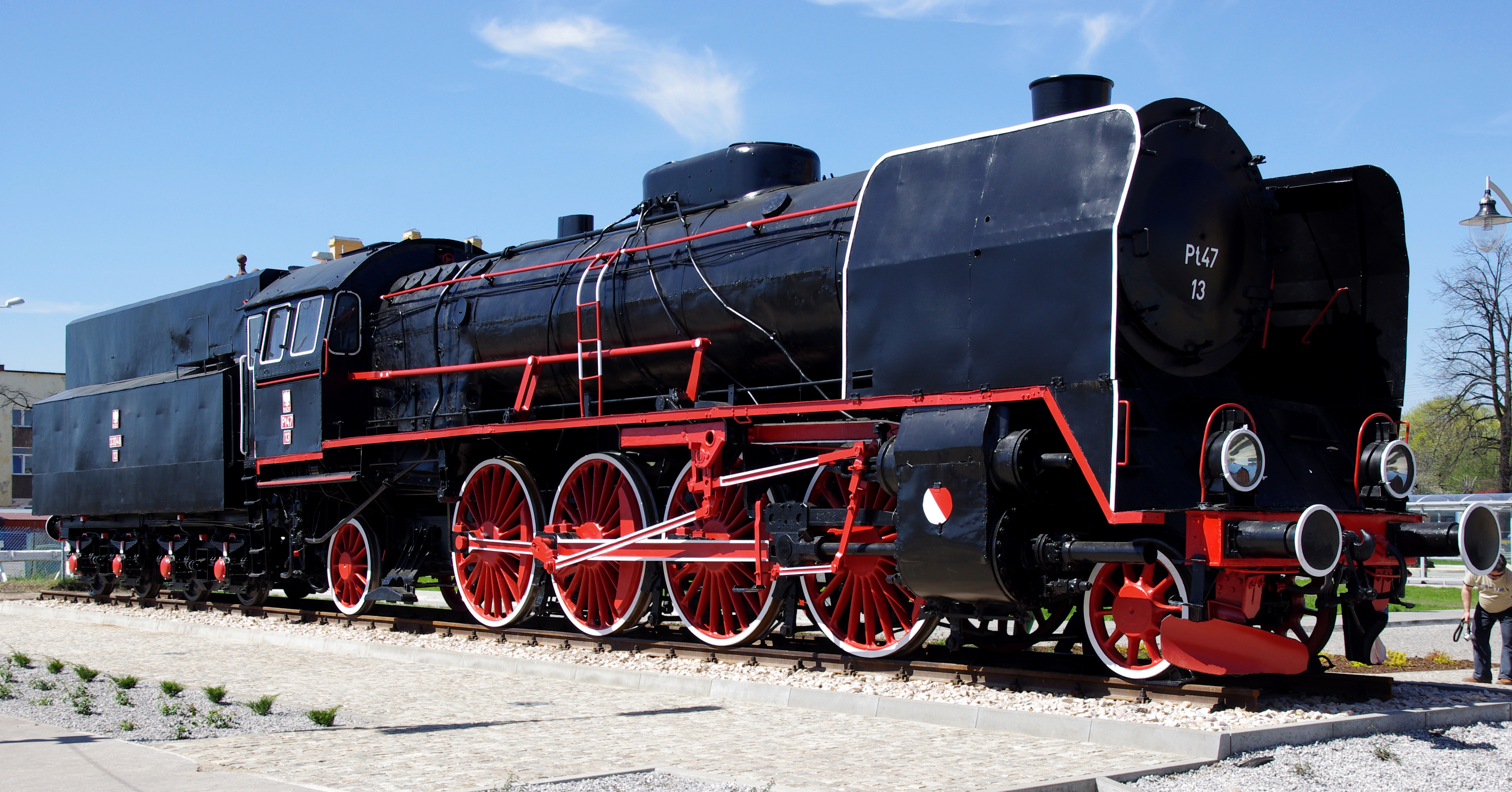
Locomotiva Pt47 na estação ferroviária

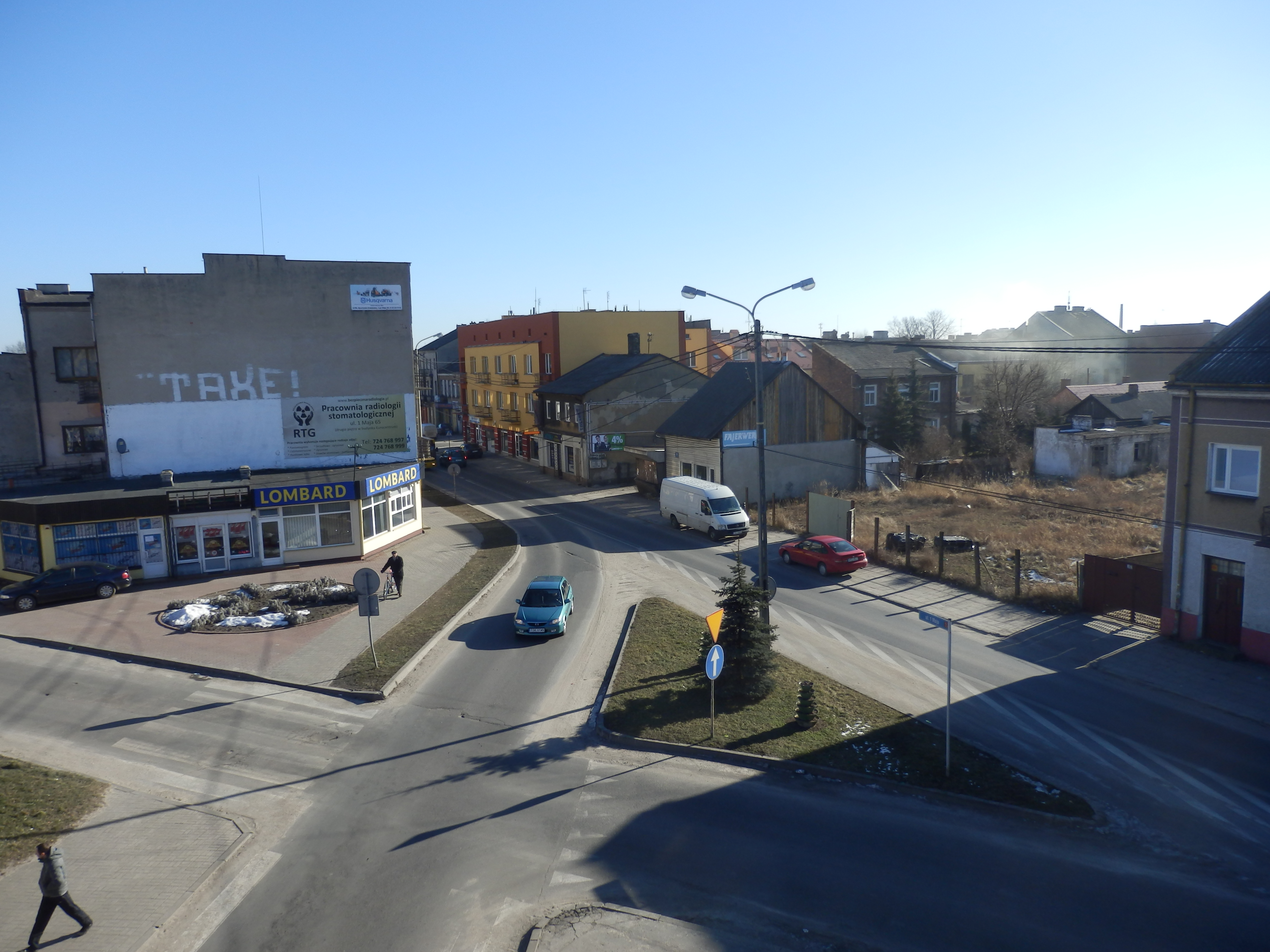
Rua 1 Maja

A cidade é um centro de transporte, por ficar na interseção das principais rotas rodoviárias e ferroviárias de Varsóvia a Cracóvia e de Łódź a Rzeszów.
Em 2011, foi inaugurada uma nova seção da S7 entre Skarżysko Kamienna e Kielce. A infraestrutura da estação ferroviária da cidade está sendo intensamente modernizada. Uma nova rodoviária para ônibus de longa distância e ônibus de transporte regional está sendo construída.

### Transporte ferroviário
Há uma estação de trem na cidade — Skarżysko-Kamienna, e duas paradas de trem — Skarżysko Milica e Skarżysko Zachodnie; há também uma parada de trem em Skarżysko Kościelne nos limites administrativos da cidade. Skarżysko-Kamienna é um dos maiores entroncamentos ferroviários de carga do país, sendo o cruzamento das linhas Varsóvia Oeste-Cracóvia Główny e Łódź Kaliska-Dębica. Na parte nordeste da cidade, há um grande pátio de triagem, um dos vários da rede PKP. Skarżysko-Kamienna é a sede da fábrica de frete e material rodante da PKP Cargo. Desde 2011. A PKP Cargo vem registrando lucros, o que não acontecia nos anos anteriores.

### Transporte rodoviário
As seguintes rodovias passam pela cidade:
- Estrada expressa S7 (Gdansk — Varsóvia — Radom — Skarżysko-Kamienna — Kielce — Cracóvia)
- Estrada nacional n.º 42 (Kamienna — Radomsko — Skarżysko-Kamienna — Starachowice — Rudnik).

Em 2005, foi concluída a primeira etapa da construção de um trevo rodoferroviário, permitindo a travessia sem colisões da DK7, que anteriormente cruzava com a DK42 e a linha ferroviária para Tomaszów Mazowiecki. A segunda etapa da construção foi concluída em 2007.
No final de 2019, foi inaugurado o desvio Skarżysko-Kamienna ao longo da estrada S7. A seção de quase 8 quilômetros de extensão permite que o trânsito passe pela cidade eficientemente e, ao mesmo tempo, a presença de três cruzamentos (Skarżysko, Skarżysko-Kamienna Oeste, Skarżysko-Kamienna Norte) fornece acesso fácil da cidade a essa rodovia.

### Transporte público coletivo

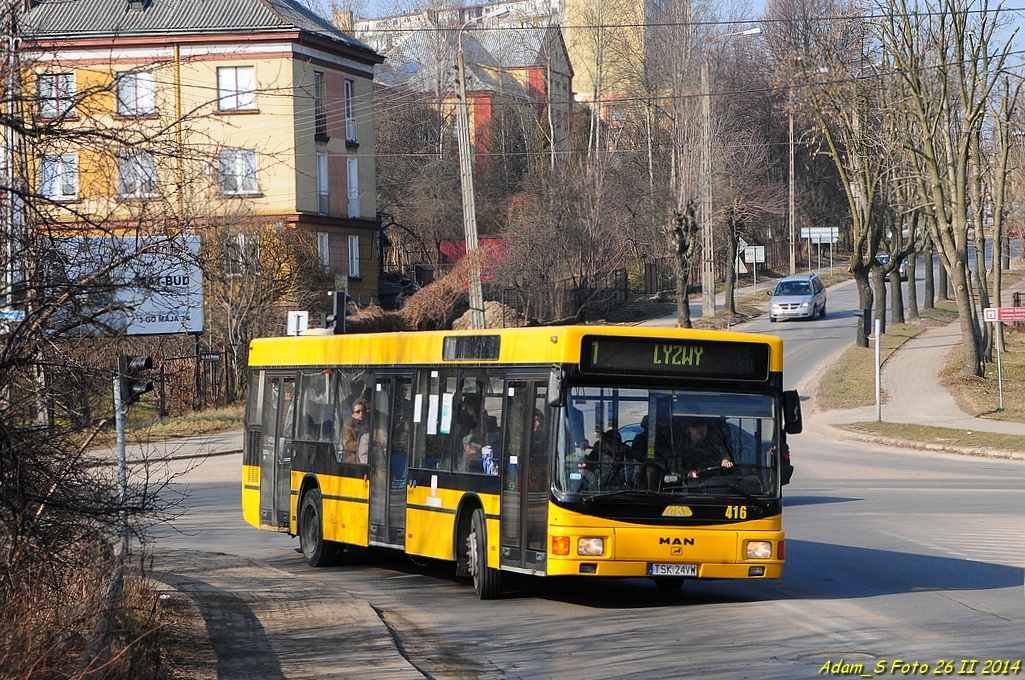
MAN NL 202 Miejskiej Komunikacji Samochodowej nas ruas de Skarżysku

Em Skarżysko-Kamienna, existe um sistema de transporte público que opera 14 linhas na cidade. No auge de sua atividade, no final da década de 1980, a empresa de transporte local (então chamada MPK) operava 37 linhas (além de variantes de linhas específicas) – no entanto, desde então, muitas conexões e rotas foram eliminadas.
As conexões suburbanas e de longa distância eram operadas pela Państwowe Przedsiębiorstwo Komunikacji Samochodowej em Skarżysko e, depois da privatização em 2003, pela PKS-Iwopol spółka z o.o. A empresa, apesar da mudança de propriedade, estava em condições financeiras cada vez mais precárias. O início claro do colapso final foi a apreensão de parte do material rodante para cobrir dívidas com credores. No início de 2007, a liquidação da empresa se tornou inevitável — a PKS-Iwopol deixou de existir em 1 de abril de 2007, e o restante do material rodante, os cursos e parte do pessoal foram assumidos pela Starachowice PKS.
Sob as condições de uma economia de mercado livre, os até então monopolistas no setor de serviços de transporte — MKS e PKS — perderam gradualmente sua posição para a concorrência privada. Atualmente, a maioria das conexões é feita por ônibus particulares — há cerca de 20 linhas, incluindo duas linhas de longa distância para Cracóvia e Katowice. Outros centros urbanos da região com conexões para Skarżysko-Kamienna incluem Kielce (a linha mais movimentada), Radom, Starachowice e Końskie.

### Táxi
Há várias empresas em Skarżysko-Kamienna que prestam serviços de transporte de táxi, tanto de passageiros quanto de bagagens.

## Educação

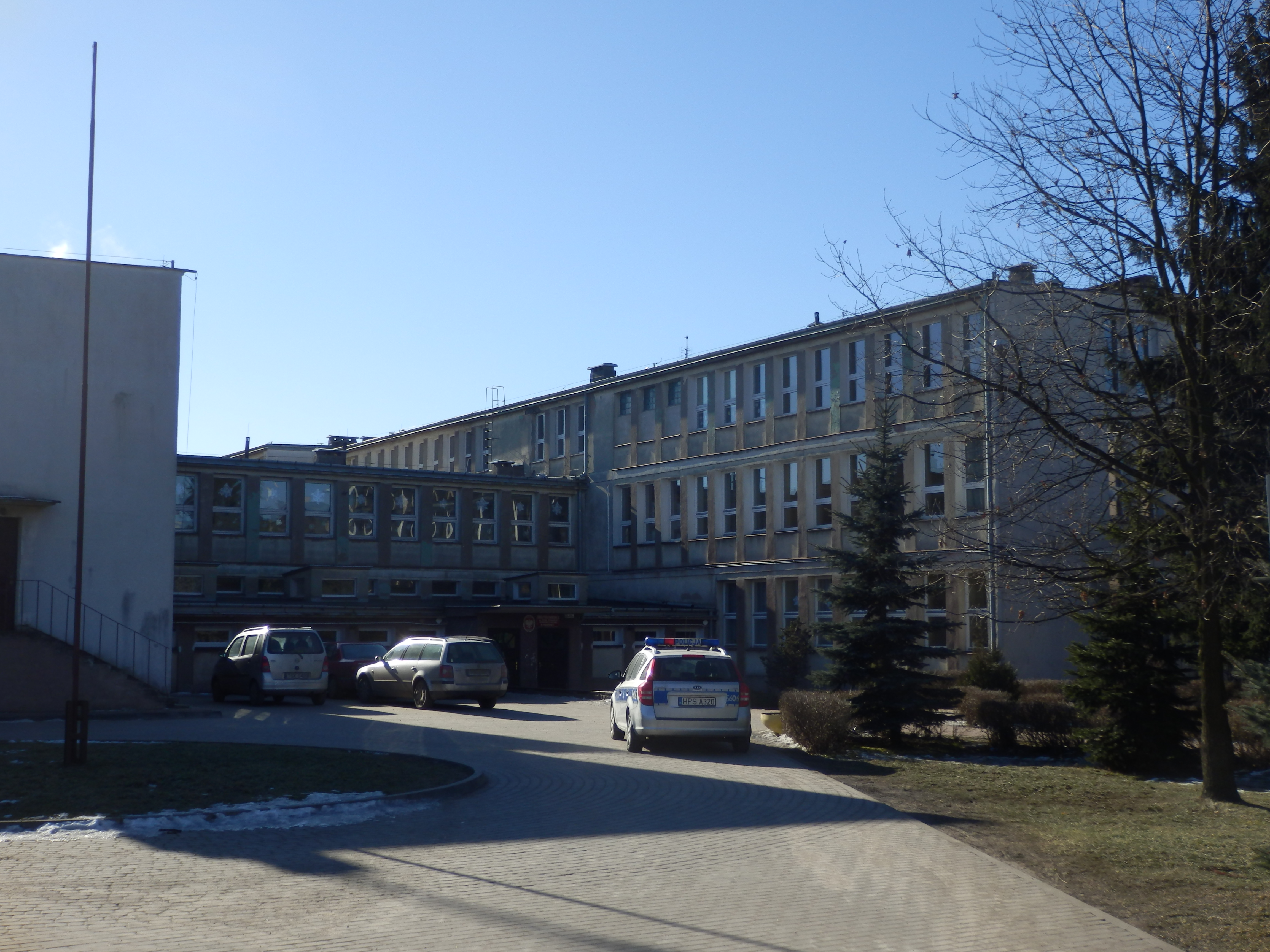
Escola primária n.º 8

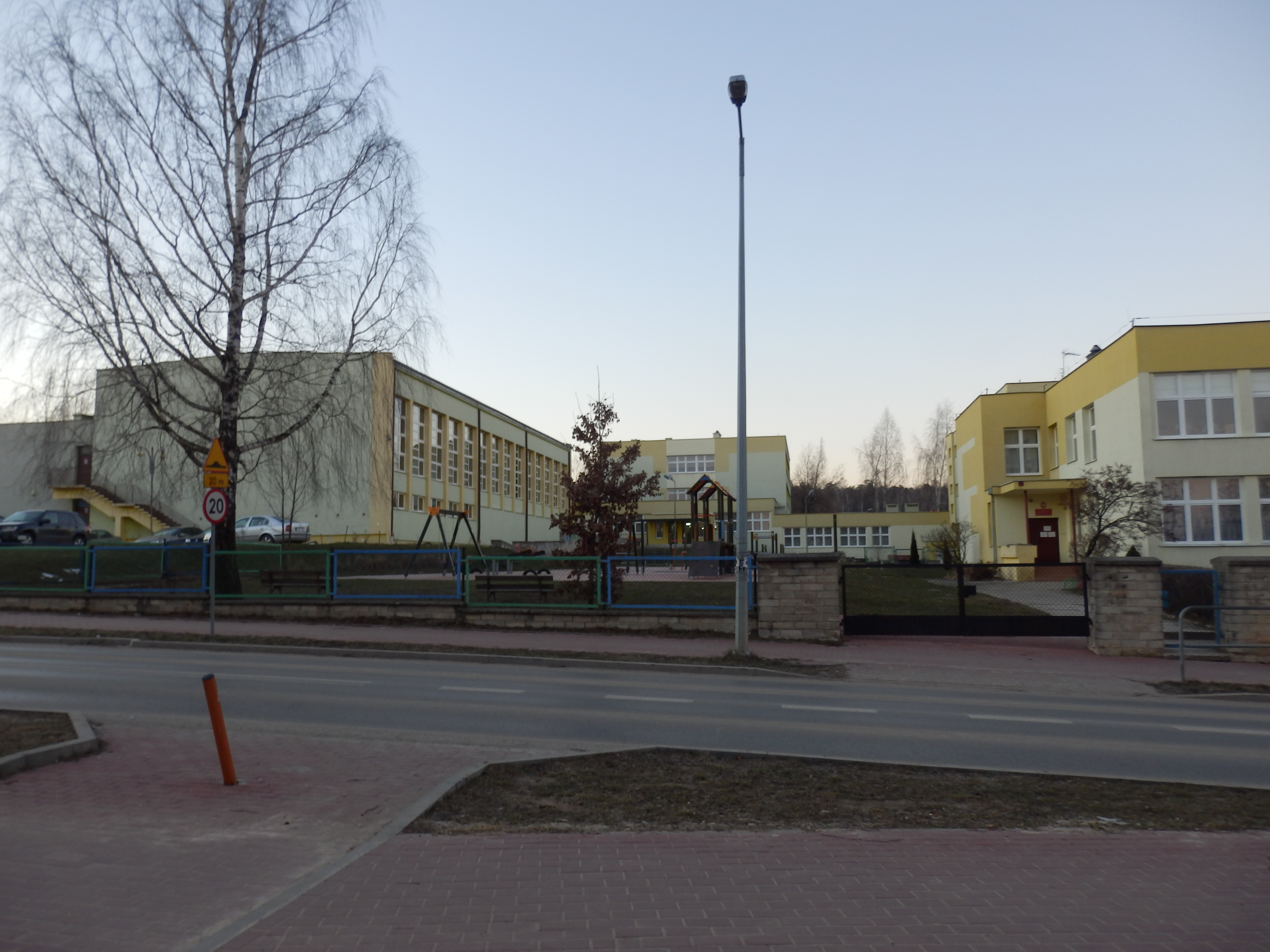
Complexo escolar público n.º 1

- Escolas de ensino fundamental e ginásios:
  - Escola primária pública n.º 1, Tadeusz Kościuszko[27]
  - Escola primária pública n.º 2, Águia Branca (atualmente o Complexo de Estabelecimentos Educacionais)[28]
  - Escola primária públican.º 3, Henryk Sienkiewicz[29]
  - Escola primária pública n.º 5, João Paulo II[30]
  - Escola primária pública n.º 7, Obrońców Westerplatte (atualmente o Complexo de Instituições Educacionais n.º 5, compreendendo a escola primária n.º 7 e o jardim de infância público n.º 7 Janusz Korczak)[31]
  - Escola primária pública n.º 8, Stefan Żeromski[32]
  - Escola primária pública n.º 9, Professor Włodzimierz Sedlak[33]
  - Complexo escolar público n.º 1 (escola secundária júnior n.º 1, escola primária n.º 13, Henryk Dobrzański “Hubal”)[34]
  - Escola particular de ensino fundamental em Skarżysko-Kamienna[35]
  - Ginásio n.º 2, Insurgentes de Varsóvia
  - Complexo de escolas públicas n.º 4 (escola primária n.º 4, jardim de infância n.º 2)[36]
- Escolas de ensino médio e profissionalizante:
  - Escola secundária n.º 1 Juliusz Słowackiego
  - Escola secundária n.º 2 Adam Mickiewicz[37]
  - Complexo de escolas econômicas Mikołaj Kopernik[38]
  - Complexo de Escolas de Transporte e Mecânica E. Kwiatkowski[39]
  - Complexo da Escola Secundária Técnica E. Kwiatkowskiego[40]
  - Complexo de escolas de automóveis e serviços[41]
  - Escola secundária geral para adultos “Żak”[42]
- Escolas pós-secundárias:
  - Escola pós-secundária para funcionários de serviços sociais Professor Mieczysław Michałowicz[43]
  - Centro de Negócios e Aprendizagem “Żak”
  - Centro de Educação Prática
  - Centro de educação vocacional
  - Sociedade de Estudos Eletrônicos Pós-secundários de Conhecimento Comum[44]
  - Centro de treinamento vocacional em Kielce. Centro de treinamento vocacional em Skarżysko-Kamienna[45]
- Instituições de ensino superior:
  - Faculdade de funcionários de serviços sociais em Skarżysko-Kamienna
- Escolas de educação especial:
  - Complexo de centros educacionais e de educação[46]
    - Classes especiais para crianças e jovens com necessidades educacionais especiais
    - Jardim de infância
    - Escola primária
    - Ginásio
    - Escola secundária complementar
    - Escola secundária geral
    - Classes vocacionais
    - Internato
    - Dormitório escolar (adaptado às necessidades de pessoas com deficiência)

## Esportes
Skarżysko tem tradições de remo associadas ao clube KW Rejów, que existia no local do reservatório de Rejów.
- Granat Skarżysko-Kamienna − time de futebol, jogando na temporada 2024/2025 na IV Liga Polonesa de Futebol (grupo Świętokrzyska).[47]
- Clube Esportivo de Integração Juvenil Kolejarz Skarżysko-Kamienna (anteriormente KKS Ruch) Skarżysko-Kamienna — time de futebol
- Gala Skarżysko — time de voleibol feminino
- STS Skarżysko-Kamienna — voleibol masculino

Há campos de Orlik nas escolas de Skarżysko-Kamienna. Além disso, na rua Sienkiewicza há um salão de esportes com 550 lugares, usado para esportes, mas também para eventos municipais. Na rua Konarskiego, ao lado do salão, há a pista de gelo municipal Mieczysław Filipowski, com capacidade para 276 espectadores, medindo 30x60 m, que fica aberta no inverno. No verão, pode ser usada como um parque de skate.
Há também uma piscina coberta de 6 raias em Skarżysko-Kamienna, medindo 25x13 m e com 0,7 a 1,65 m de profundidade.
Todas as instalações acima são gerenciadas pelo Centro Esportivo e Recreativo Municipal (MCSiR) em Skarżysko-Kamienna. Além disso, o MCSiR possui a instalação recreativa “Planty” e quadras de tênis.

## Comunidades religiosas

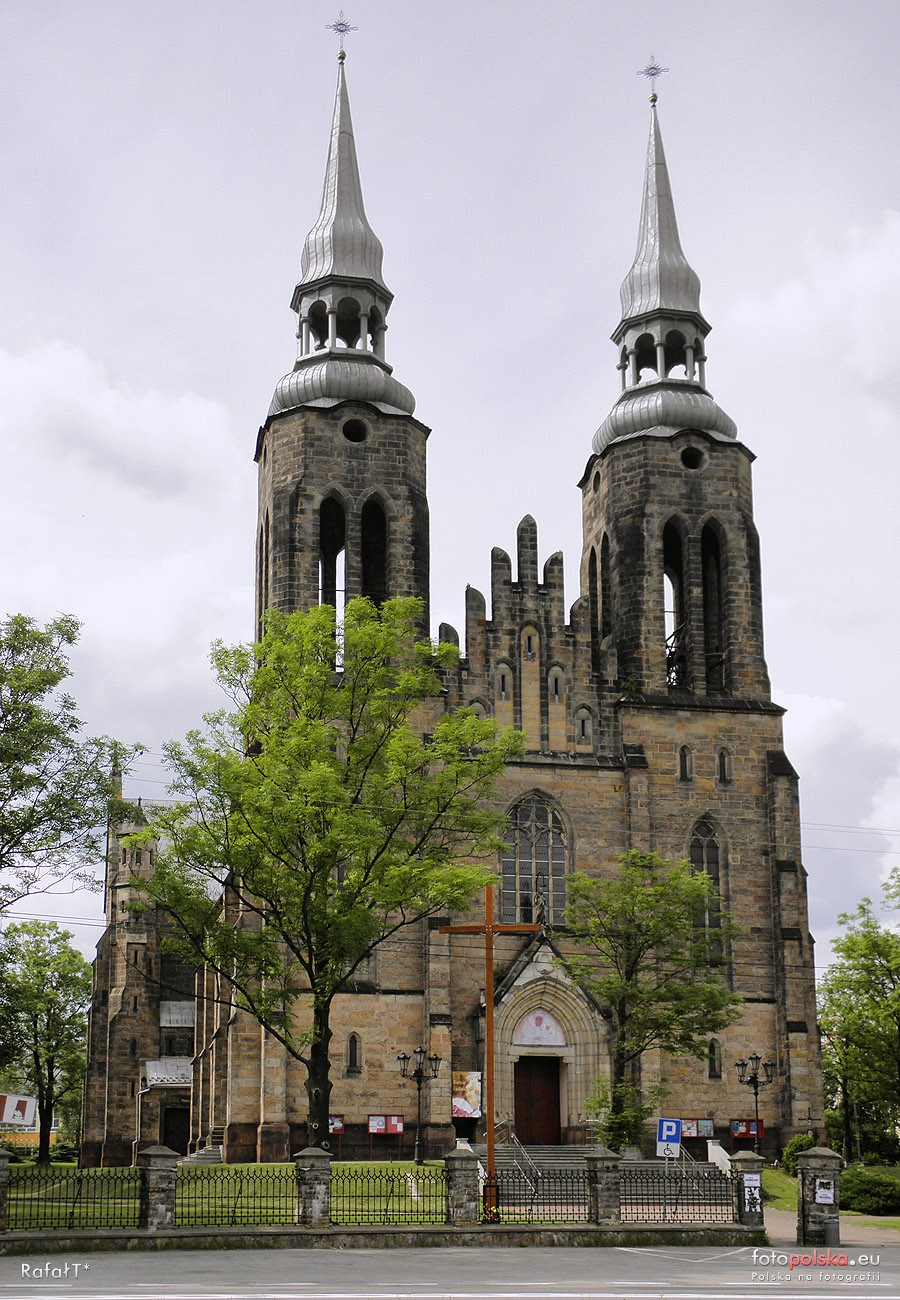
Igreja do Sagrado Coração de Jesus, popularmente conhecida como a “Igreja Grande”

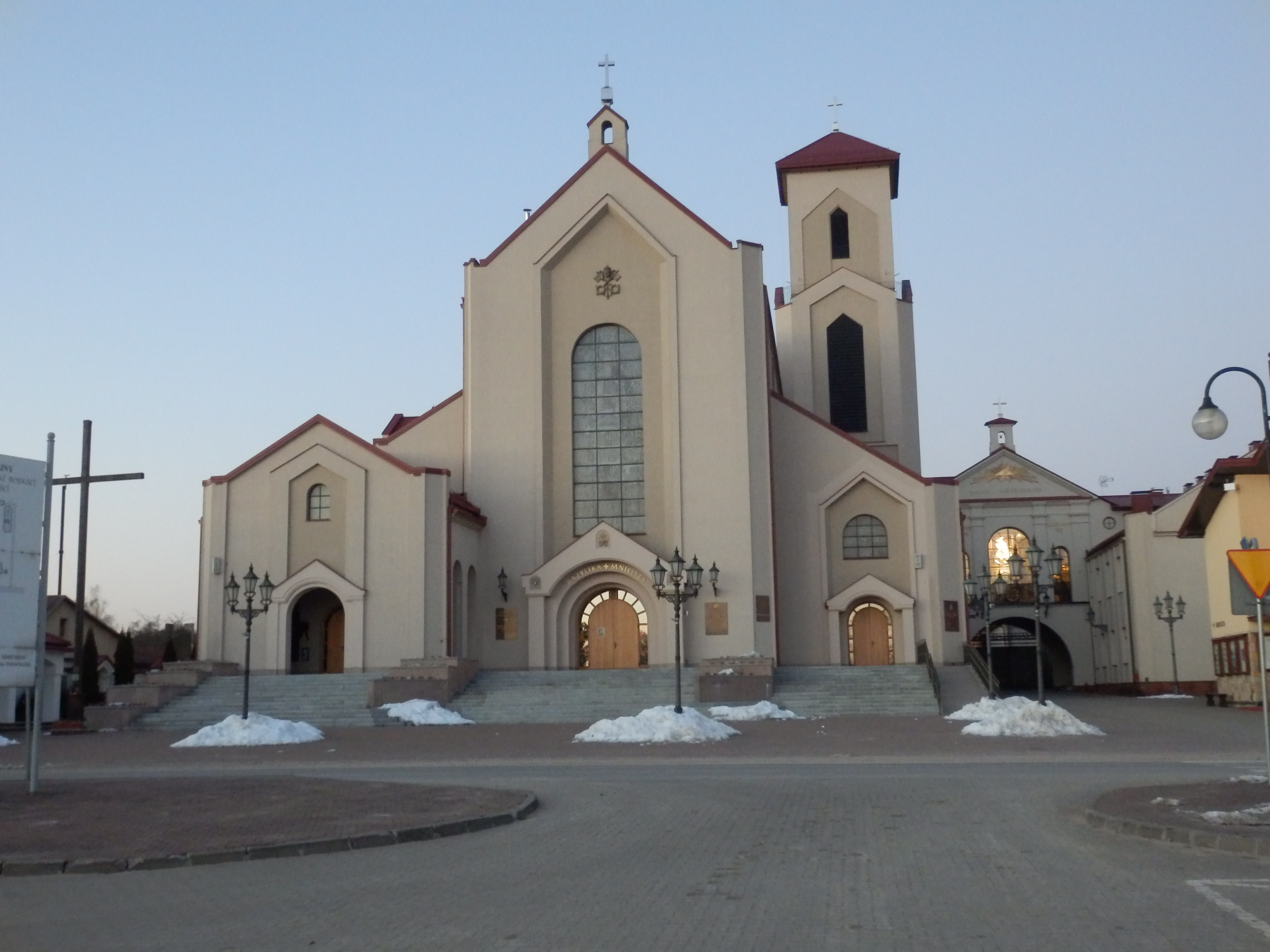
Basílica de Nossa Senhora do Amanhecer

As seguintes igrejas e associações religiosas estão ativas em Skarżysko:
- Igreja Cristã "Cenáculo":
  - Missão “Novo Começo”[49]
- Igreja católica polonesa na República da Polônia
  - Paróquia de Nossa Senhora das Dores
- Igreja Católica de Rito Latino:
  - Paróquia dos Santos Apóstolos Pedro e Paulo[50]
  - Paróquia de Nossa Senhora do Perpétuo Socorro[51]
  - Paróquia do Sagrado Coração de Jesus[52]
  - Paróquia de Nossa Senhora do Amanhecer[53]
  - Paróquia de Santo Irmão Alberto[54]
  - Paróquia de São José, o Esposo[55]
  - Paróquia da Santíssima Trindade (situada em Skarżysko Kościelne)[56]
  - Paróquia de Nossa Senhora de Częstochowa[57]
- Igreja Pentecostal
  - Congregação de Jerusalém[58]
- Testemunhas de Jeová:
  - Igreja em Skarżysko-Sul
  - Igreja em Skarżysko-Norte
  - Igreja em Skarżysko-Oeste (Salão do Reino, rua Krasińskiego, 3)